# Kisanga (Kilosa)
Kisanga è una circoscrizione mista (mixed ward) della Tanzania situata nel distretto di Kilosa, regione di Morogoro. Conta una popolazione di 14 311 abitanti (censimento 2012).